# Cantone di Saint-Aubin-du-Cormier
Il Cantone di Saint-Aubin-du-Cormier era una divisione amministrativa dell'arrondissement di Fougères-Vitré.
A seguito della riforma approvata con decreto del 18 febbraio 2014, che ha avuto attuazione dopo le elezioni dipartimentali del 2015, è stato soppresso.

## Composizione
Comprendeva i comuni di:
- La Chapelle-Saint-Aubert
- Gosné
- Mézières-sur-Couesnon
- Saint-Aubin-du-Cormier
- Saint-Christophe-de-Valains
- Saint-Georges-de-Chesné
- Saint-Jean-sur-Couesnon
- Saint-Marc-sur-Couesnon
- Saint-Ouen-des-Alleux
- Vendel